# بالتیناوا
بالتیناوا (به لاتین: Baltinava) یک روستا در لتونی است که در شهرداری بالتیناوا واقع شده‌است. بالتیناوا ۴۸۵ نفر جمعیت دارد.